# Kundenzeitschrift
Mit einer Kundenzeitschrift sprechen Unternehmen ihre eigenen Kunden und potenzielle Kunden an, sie ist Teil des Corporate Publishing. In Form und Inhalt ähneln sie den Publikumszeitschriften.

## Definition
Eine Kundenzeitschrift ist ein periodisch erscheinendes Instrument der Unternehmenskommunikation im Zeitschriften- oder Zeitungslayout, das redaktionelle Inhalte mit oder ohne Unternehmensbezug transportiert und von Unternehmen eingesetzt wird, um Kunden zu erreichen mit dem Ziel des Wissensaufbaus, der Informationsgewinnung, der Verkaufsförderung, der Imagebildung, der Kundenbindung oder auch der Neukundengewinnung. Ihr wesentliches Merkmal ist der Schwerpunkt auf Inhalte und Information und der weitgehende Verzicht auf Werbung und PR-Sprache, auch wenn Kundenmagazine selbstverständlich die Interessen ihrer Auftraggeber vertreten.

## Typen und Inhalt von Kundenzeitschriften
Entscheidendes Merkmal ist der redaktionelle Teil, der sie von einem Werbeprospekt unterscheidet. Kundenmagazine haben ein Impressum, unterliegen dem Presserecht und sind für den Pressevertrieb der Deutschen Post zugelassen, obwohl sie die Interessen ihrer Auftraggeber vertreten. Ein Beispiel hierfür sind die Kundenzeitschriften des Buchhandels, es gibt das unternehmensübergreifende „Buch-Journal“, das vom Standesverband „Börsenverein des Deutschen Buchhandels“ herausgegeben wird und in fast allen Buchhandlungen erhältlich ist. Außerdem veröffentlichen mittlerweile alle großen Buchhandelsketten eigene Magazine, so zum Beispiel „Büchermenschen“ von Hugendubel, die „Buchzene“ oder das „Thalia-Magazin“.
Eine weitere Unterscheidung kann man an den Zielgruppen festmachen. Kundenzeitschriften können als Zielgruppe Privatkunden oder Geschäftskunden haben, also Business-to-Consumer oder Business-to-Business.
Im redaktionellen Teil einer Kundenzeitschrift werden hauptsächlich branchenspezifische Themen behandelt. Sie werden inhaltlich und äußerlich dem Interesse und Geschmack der Zielgruppe passend gestaltet. Kundenzeitschriften sollen den Verbraucher über Produkte, Neuheiten und allgemein über die Handelssparte informieren. Um das Interesse des Kunden zu wecken und ihn möglichst an die Publikation zu binden, sollten sie auch unterhalten – mit Gewinnspielen oder Kreuzworträtseln zum Beispiel. Die Unternehmen sind für die Inhalte verantwortlich.

## Vertrieb und Leser von Kundenzeitschriften
Die meisten Kundenzeitschriften werden zunächst vom Handel, beispielsweise von Apotheken gekauft, die diese dann mit dem Ziel der Kundenbindung an den Kunden verteilen. 
Um die Verkaufspreise an den Handel niedrig zu halten, müssen die Herstellungskosten günstig gehalten werden, oft ist dies an der Qualität des Papiers erkennbar. Anders ist es bei den Kundenzeitschriften, die als Imagebroschüren von sehr großen Unternehmen dienen sollen, vor allem im Business-to-Business-Bereich. Hier geht der Trend zu immer teureren Hochglanzmagazinen, zum Beispiel in der Autobranche.
Konzipiert, bearbeitet und gestaltet werden sie meistens von Redaktionsbüros, Werbe- oder PR-Agenturen. Die Kundenzeitschriften erscheinen regelmäßig, zumeist monatlich oder vierteljährlich.
Einer Umfrage zufolge lesen 56 % der Kunden die Zeitschriften aus Interesse, 45 % wegen der Informationen, 69 % werden durch sie auf neue Produkte aufmerksam. Über ein Drittel liest mehrmals im Monat Kundenzeitschriften. Die meistgelesenen sind die Kundenzeitschriften der Apotheken, wie etwa die Apotheken Umschau. Andere bekannte Beispiele für Kundenzeitschriften sind DB Mobil oder die Bäckerblume.

## Geschichte
Die erste Branche, von der bekannt ist, dass sie Kundenzeitschriften einsetzte, war die junge Elektrizitätswirtschaft, die Mühe hatte, sich gegen die Konkurrenten Gas und Petroleum durchzusetzen: 1905 erscheinen die „Mitteilungen der Berliner Elektricitäts-Werke“, 1910 folgen das Städtische Elektrizitätswerk Straubing und das Städtische Elektrizitätswerk Dortmund, 1912 das Städtische Elektrizitätswerk Hannover und die Amperwerke in München. Im gleichen Jahr bringt auch die Firma Hollerith (aus der später IBM wurde) ihre „Mitteilungen“ heraus. Die Zeitschrift „Mein Eigenheim“ des Wüstenrot-Gründers und Schriftstellers Georg Kropp durften die Bausparer 1924 in Empfang nehmen. 1925 lag die erste Kundenzeitschrift der Apotheker auf dem Tresen, aber auch die Frankfurter Gasgesellschaft zog mit einer eigenen Zeitschrift nach. Die Elektrizitätswirtschaft setzte Kundenzeitschriften inzwischen fast flächendeckend ein. Die Lebensmittelhändler begannen damit 1927.
Im Dritten Reich vereinnahmte das Propagandaministerium auch – wie andere Blätter – die Kundenzeitschriften: Sie mussten Propaganda für Führer, Volk und Vaterland auf ihre Fahnen schreiben. Viele zogen sich aber mit Unterhaltungs-Artikeln und Rezepten aus der Affäre. Nach dem Krieg herrscht erst einmal Papier- und sonstiger Materialmangel, aber ab 1950 zeigen sich wieder die ersten Blätter für die um diese Zeit. In Westdeutschland erlebten Kundenzeitschriften mit dem Anwachsen der Haushalts-Budgets einen Aufschwung. Berühmt wurde die Zeitschrift „Bäckerblume“, die 1954 zum ersten Mal erschien und mit bis zu 890.000 Exemplaren bei Tausenden von Bäckern auslag. Sie wurde zu einem Synonym für die Kundenzeitschrift.
1968 schätzte das „Handbuch für Öffentlichkeitsarbeit“ aus dem Luchterhand-Verlag die Publikumszeitschriften auf rund 120 Titel mit zusammen 33 Millionen Exemplaren. Die rasch wachsenden Auflagen sorgten für eine immer professionellere Gestaltung. Der Rationalisierungs- und Konzentrationsprozess führte aber dazu, dass es sieben Jahre später nur noch 61 Titel waren, aber mit etwa der gleichen Gesamtauflage. Danach ging es dann wieder steil aufwärts. Im Jahr 2000 gab es über 3.000 Kundenzeitschriften mit einer Gesamtauflage von mehr als 400 Millionen Exemplaren.